# クイズ☆タレント名鑑
『クイズ☆タレント名鑑』（クイズ・タレントめいかん）は、TBS系列で2009年から不定期に放送され、2010年8月1日より2012年3月25日までレギュラー放送されていたクイズバラエティ番組。新聞の番組表では番組名にある「☆」が「・」で表記されている。通称「タレント名鑑」。

## 概要
- 番組タイトルは『日本タレント名鑑』に由来し、収録セットも有名人の名前が500組表記されたボードが並ぶデザインになっている。
- 有名人にまつわる様々なクイズやゲームが出題される。本人のいないところで出演者達が遠慮なく好き勝手に語りあう内容から、「日本一下世話なクイズ&バラエティ」を自称する[1]。さらには「クソ番組」という俗称まで公式化されており、後述する終了後のシリーズ番組も含めて指されることが多い。
- 2009年8月6日の深夜に特番として初めて放送され、7.6%（占拠率26.7%）の高視聴率を記録した[2]。2010年1月3日の昼に全国ネットの2時間スペシャルを放送。同年4月2日に「芸能ゴシップ通決定戦」という副題が付いて全国ネットでゴールデンに進出した。単発3回の放送が好評だったことからレギュラー化が決定[3]。2010年8月からは前月で終了した『オレたち!クイズMAN』の後番組としてレギュラー放送されている[4]。レギュラー放送第1回は2時間スペシャルとして放送された。
- 視聴率は開始当初では5%を切ることもあり苦戦を強いられていたが、その後は回によって高低が生じ10-11%を推移する回もあった。レギュラー放送開始後の最高平均視聴率は、2011年5月15日放送分で記録した11.4%である（視聴率は関東地区、ビデオリサーチ調べ）。
- 2012年3月25日放送分「第3回ガチ相撲トーナメント」を以って終了。この終了は番組中で「打ち切り」であると明言され、以後はそれに関する自虐ネタが多くみられるようになった。
- 本番組終了後は同番組のMCとスタッフを引き継いだ深夜番組『テベ・コンヒーロ』が、2012年4月から9月まで放送され当番組の出演者が多く出演していた[5]。
- 2015年1月10日（9日深夜）には常連出演者の有吉弘行・おぎやはぎによるスピンオフ番組『チーム有吉〜〇〇したら即引退スペシャル～』が放送された。
- 2016年10月16日より『クイズ☆スター名鑑』のタイトルでレギュラー放送を再開した[6]（その後2017年1月22日をもって終了）。

## 出演者
- 司会：田村淳（当時ロンドンブーツ1号2号）
- アシスタント：枡田絵理奈（当時TBSアナウンサー）
- レギュラー解答者：田村亮（当時ロンドンブーツ1号2号） - 基本的には亮チームのリーダーで、FUJIWARAとチームで出演。ただし、回によってはリーダーとして出演しなかったり、FUJIWARAと組まない回もある。また、ロケ企画などでは出演しない回もある。

コーナーレギュラー
- 愛実（エンディングコーナー「1分でわかる芸能オチネタ」のみ）
- エッグ矢沢（「情報原人チャンス」のみ）
- あかつ（「相撲バカ一代」のみ）

常連出演者
- FUJIWARA（藤本敏史・原西孝幸）：2009年8月 - 2012年3月
- 有吉弘行：2010年1月 - 2012年3月
- おぎやはぎ（小木博明・矢作兼）：2010年1月 - 2012年3月
- 千原ジュニア（千原兄弟）：2009年8月 - 2012年1月
- 関根勤：2010年1月 - 2012年2月
- 後藤輝基（フットボールアワー）：2010年1月 - 2012年2月
- クリス松村：2010年3月 - 2012年2月
- 勝俣州和：2010年4月 - 2012年2月
- 水道橋博士（浅草キッド）：2011年6月 - 2012年3月
- 高田純次：2010年8月 -
- 出川哲朗：2010年 -
- いとうあさこ：2010年 -
- 柳原可奈子：2010年 -
- 大久保佳代子（オアシズ）：2010年 -

　他

## 番組の構成
- メインはスタジオ収録でのクイズ企画。この際は3人1組の4チーム構成で競う。ロケ企画の際は企画によって亮や枡田は出演しないこともある。
- レギュラー放送のオープニングはアニメになっており、ロンブーの2人とプロレスラーのマット・ガファリをモデルにしたキャラクターが登場している。
- クイズはポイント制で行われ、最終的にもっとも高得点のチームが優勝となる。優勝チームには賞品を賭けたチャンスクイズなどの展開があった（後述）。
- 淳は得点のことはあまり気にせず、あくまでもクイズ自体を解答者が楽しんでいるかを頻繁に気にしている。一方解答者からはふざけたクイズの内容および悪意に対して度々苦情が出るも、次第に悪乗りして「ゲス解答」を次々繰り出すのがお約束となっている。また、芸能人を扱っているクイズであるが故に不適切な解答が飛び出すことも多く、自主規制音で解答・口元をテロップで隠されることもある。
- 早押しクイズでは一般的な誤答した後の回答権の失効ルール（お手付きなど）がほとんど無く、同じチーム・人が続けて何回でも答えることができた。そのため、多くの企画でクイズを軸に据えつつもわざと誤答して楽しむ大喜利的要素を含んでいた。

## コーナー

### 複数回行われたコーナー
芸能人!してる?してない?クイズ
特番第1回、レギュラー放送第1回から放送。番組の最初に行われる場合が多い。矢継ぎ早にモニターに出てくる有名人が「離婚してる?してない?」「タバコ吸ってる?吸ってない?」などのテーマに当てはまっているか否かを5秒以内に解答する。
1テーマにつき10問出題され、正解数に応じた得点を獲得する。
芸能人!検索ワード連想クイズ
特番第2回より放送、レギュラー放送第1回から行われている。インターネット検索で、ある有名人を検索したときに出てくる関連ワードを無作為に見せていき、そこから連想される有名人を早押しで当てる。
番組内では無作為に抽出したと説明されているが序盤のキーワードに犯罪や不祥事、悪口などネガティブなイメージを連想させるワードが多く選ばれており、解答者の（大喜利的な）誤答を誘う仕組みとなっていた。
2012年2月27日放送の2時間スペシャルにて「FINAL」と銘打って放送された。
タレント出演番組数 ジャスト21
特番第1回より放送、レギュラー放送第1回から放送。スタジオのボードにリストアップされた500人の有名人の1週間のテレビ番組出演数 を予想し、合計を21にするゲーム。なお、調査期間は「〇月のある1週間」と出題される。そのためレギュラー出演している番組の他に、その調査期間に放送された特番枠へのゲスト出演もカウントされる。逆にお題の1週間でレギュラー番組が特番などで休止となっったり、レギュラーが放送されていてもその週で未出演であったりしたらカウントされない。帯番組は5番組としてカウントされる、そのため「ひるおび」に出演している恵俊彰は５番組以上、当時「笑っていいとも！」に出演しているタモリは６番組以上はカウントされる。また、グループ名を選んだ場合はグループ全員で出演している番組のみカウント、個人の名前を選んだ場合はグループで出演している番組と個人単独での出演番組がカウントされる。例としてタカアンドトシを選択すれば、タカとトシの両方で出演している番組のみがカウントされ、森三中ならば黒沢かずこ、村上知子、大島美幸の３人で出ているもののみがカウントされ、ピンでの出演番組やトリオ内の二人のみが出演してる番組はカウントされない。田村淳を選べば、ロンドンブーツ1号2号としての番組+淳単独での番組の合計、千原ジュニアを選べば千原兄弟としての番組とジュニア単独の番組の合計がカウントされる。
まず淳が1人目となる有名人を選択、この人物は全チーム共通となる。その後、1チームずつ順番に、有名人を1人ずつ選択。選んだ人物の出演番組数が加算され、2周目以降は合計値の少ないチームから選択する。合計番組数が21を超えるとドボン。また、出演番組数が0の人を選んでしまった場合も、その人に恥をかかせてしまったということでドボンとなる。
最初に21を達成させたチームに得点。なお、1 - 3番手のチームが達成させた場合は、その1周が最後の周回となり、そこで同じく21を達成できたチームにも得点が加算される。また、3周しても21達成チームが現れなかった場合は、21に一番近かったチームに得点。
順番が来る前に他のチームが全てドボンになっても、その周回の解答を終えなければ得点は獲得できない。
途中から予想しやすいという理由でとんねるず（石橋貴明・木梨憲武）と三瓶が使用禁止となるルールが追加される。
クイズスター名鑑でも行われたが、その際にこのルールが適用されたかどうかは不明
ずんやポカスカジャンなどのように、明らかに0に等しい人物を選ぶと主に有吉チームからヤジが飛ぶこともある。
スター☆今の限界名鑑
レギュラー放送第1回より放送、以降は特番回を中心に行われている。過去に活躍した有名人やスポーツ選手などの今の記録を予想する。ロゴとBGMは『帰ってきたウルトラマン』を意識した手法になっている。『人造人間キカイダー』のサブタイトルBGMや『仮面ライダーアマゾン』のEDの一部も使用されている。
なお、コーナーで流れる替え歌は『帰ってきたウルトラマン』のフレーズを用いており、歌っているのは同作の主演であり原曲の歌い手でもある団時朗。
高額なギャラ・渡航費用を費やして招集した外国人元スポーツ選手が全くやる気がなく、適当な記録を作って終了するケースが多々あり「また騙されたのか」というナレーションが多く聞かれた。
2011年7月10日に放送された2時間SP以降は個人の記録を予想するのではなく、誰が好記録を出せるかといった問題も出題されるようになった。
クイズ!サビしか知らないCM曲
レギュラー放送第3回より放送。サビだけが使用されているCM曲を、イントロから再生。サビに入るまでにその曲が使われているCMもしくはCMで流れるサビ頭部分の歌詞を、記述式で答える。淳曰く家族で楽しめるクイズ
有吉曰くゆるい番組なのに、厳密なクイズ
モノマネ芸人いる?いない?クイズ
レギュラー放送第4回より放送。提示されたモノマネ芸人の名前の中から、実在するモノマネ芸人を当てる。1チーム1人ずつ順番に選んで、実際にいる芸人を当てた場合はポイントを獲得、更にその芸人がスタジオに登場しモノマネを披露する。逆に架空の芸人を選択した場合は「その場をしらけさせた」として、その度に総合ポイントを0にされる。
解答者には選択肢の中に何個不正解があるか教えられず、正解がなくなっても全てを選ぶまで続く。
GO!ピロミなど複数回登場する芸人もおり、選ばずに終盤まで残すのが暗黙の了解となっている。この場合ピロミを強引に選ぼうとしたチームには淳から予約の有無を問いただされ、先に予約の入っていた主に有吉チームなどに選択する権利がある。また、過去に出演経験のある人物を選ぼうとすると、淳に「既に芸人を辞めていたら不正解になる」と念を押されるのも恒例。
2011年11月13日放送分で前半は通常のクイズ、後半はGO!ピロミが殺害されたことで収録が中止となり、これを不可解に思った枡田が謎を解いて事件を解決するサスペンスドラマ『GO!ピロミ殺人事件』を放送。事実上これまでの流れを逆手に取ったものである。
自称そっくりさんクイズ 誰に似てるでしょう?
レギュラー放送第5回より放送。イベント会場や街中に設けられたブースで一般人が、固定カメラの前で誰にそっくりかを自称。早押しでその有名人を当てる。
ある時期から織田信成や上地雄輔に田中マルクス闘莉王、出演者（主におぎやはぎ〈小木・矢作〉・ロンブー〈淳・亮〉・小島よしお）など特定の芸能人のそっくりさんが異常な頻度で出題されるようになる。
あくまで自称なのでそっくりとは程遠く、全く正解が思い浮かばないケースも多い。そのような場合は見た目とはまるで関係なく、単に面白い名前を次から次へと挙げて遊ぶ展開になったりすることもある。
その一方で一見して極めてそっくりに見える芸能人の名前を答えても、実はその人の自称では別の芸能人が正解ということもある。特に、不祥事などを起こした芸能人や犯罪を犯した人物にそっくりに見える一般人がしばしば登場し、回答者も不正解なのは承知の上であえてその名を答える（放送上不適切な名前の場合は音声が消される）が、大方の予想通りに実は別の芸能人のそっくりさん（自称）だというのも定番。
芸能人!このオファー引き受けた?引き受けなかった?クイズ
レギュラー放送第10回より放送。複数の有名人に、主に名前・ニックネーム・出演番組・特技・出来事などに因んだ少し無理のあるオファーを出し、そのオファーを引き受けた有名人を当てる。1チーム1つずつ順番に選んで正解した場合はポイント獲得、その有名人がオファーを実行したVTRが放送される。不正解の場合は「いらぬ期待を持たせた」、あるいは「その場をしらけさせた」としてその度に総合ポイントを0にされる。なお、このコーナーでは視聴者から有名人に出してもらいたいオファーを募集している。
松島トモ子の動物関係オファーがあった場合はやることが確実（オチ）なため、最後まで残すのが暗黙の了解となっている。モノマネ芸人いる?いない?クイズでのピロミ同様にトモ子を強引に選ぼうとすると淳から予約の有無を問いただされ、先に予約の入っていた主に有吉チームなどに選択する権利がある。
ギリギリ有名人が逃走中
レギュラー放送第15回で初放送。フジテレビ系『run for money 逃走中』のパロディロケ企画。解答者が「ハンター」となり、遊園地の中にいる、テレビであまり見かけなくなった懐かしい有名人、いわゆる『ギリギリ有名人』を探す。ギリギリ有名人は人間とは限らず、第4弾のように有名な動物（くぅ〜ちゃん）が登場したこともある。
ギリギリ有名人たちは300人のエキストラに紛れているが、ハンターに気づかれたと思ったら逃げ始める。
ハンターはギリギリ有名人を捕まえ（ペアの場合は2人とも捕まえる）、人物名・コンビ名をフルネームで正確に答える。名前を間違えるとペナルティとして1分間停止となり、捕まえた相手に逃げられる。
正解して初めて「確保」となりポイント獲得。逃走しているギリギリ有名人を全員確保した時点でゲームは終了、最も多くのギリギリ有名人を確保したハンターが勝者となる。
また、何故か本家同様黒いスーツとサングラスを着用した偽物のハンターが、解答者のハンターを捕まえに追いかける場合もあるが、無論捕獲されてもギリギリ有名人の名前を当てるコーナーなので全く意味がない。他にも明らかに過去に不祥事を犯した有名人に扮装したそっくりさん、偽トランプマン、映画のキャラクター、スターのそっくりさんなどが紛れているが当然本物である訳もなく、解答者の誤答を誘導させるための演出であり、それにツッコまれるシーンも多々ある。また2011年7月31日放送分では『情報原人チャンス』に参加していたエッグ矢沢もエキストラに紛れて企画に参加していたが、解答者に存在を無視されてしまう結果となった。
芸能人のお宅にあるものシリーズ
第19回より放送。ある芸能人の自宅と中継を結び、その家にあるモノの数を足すゲーム。各チーム1つずつ順番に解答、モノが決まったら中継先の本人と山本匠晃（TBSアナウンサー）に伝え、その場で集めて数を確認していく。
第19回では「ジャスト21」として『タレント出演番組数ジャスト21』と同様のルール。
第22回以降は「NOT50」として、選んだモノの数を足していき50以上を踏んだチームがドボン。数が0のモノを答えたチームもドボンとなり、ドボンになったチームは全得点没収。
帰れません!シリーズ
テレビ朝日系列『もしものシミュレーションバラエティー お試しかっ!』の「帰れま10」のタイトルパロディロケ企画。ただし演出は独自のもの。数組の芸能人が特定の場所に待機し、一般人があらかじめ決められたことをやってくれるまで一切帰宅を許されない企画。スタジオでは最後まで残る芸能人を予想する（予想がない回もある）。なお、最後まで残った2組についてはどちらかの帰宅が確定すれば、残された1組を「ビリ」として企画終了（2組とも帰宅）となる。
- カラオケ歌われるまで帰れません!

第16回より放送。1980年代 - 1990年代、一部1970年代と2000年代にヒット曲を出したアーティスト数組がカラオケボックスに待機、あらかじめカメラが設置された5つのルームをモニタリングし自分が所属していたグループ・ユニットの歌が歌われるまで一切帰宅が許されない企画。グループ等は1つに限定される訳ではなく、例えば第16回で飯田圭織はモーニング娘。の曲ではなく、タンポポの歌が歌われたため飯田や他出演者から見れば予想外の出来事ではあったがクリアと認められた。基本的に派生ユニットはOKではあるが、AKB48やモーニング娘。などの大型ユニットの場合は在籍期間中の楽曲に限られるが選抜外曲は認められる。この企画では歌われることはなかったが当人が脱退・卒業後に発売されたグループの曲でも問題は無い。ただし、同じく16回に出演していた国生さゆり&新田恵利のようにうしろゆびさされ組が歌われるなど明らかに当人が歌っても参加してもいないユニットの曲が歌われた場合は無効のため帰宅はできない。また、第3回からはルールを考え直しカバー曲も認められるようになった。
自身の持ち歌が選曲されたらその部屋へ突入して客と一緒に歌って帰宅となる。しかし歌唱しているアーティスト本人とは認識してもらえず、客が戸惑う中で強引に盛り上げて勝ち抜けというパターンが多発している。
なお、モニタリングルームで歌う一般人には、事前に調査目的でカメラが入る旨が説明され、承諾した人が入る。その中に番組が「最強素人」と呼ぶ異常なパフォーマンスと1970年代の曲も披露する女性2人組がいたため、第3回以降も番組からの要請で出演（淳曰く「出演者の暇つぶし要員として呼んだ」）していたがゲーム対象外となった。
- 自分のグッズが買われるまで帰れません!

レギュラー放送第27回で放送。あらかじめ決められたタレントグッズの店舗に特設コーナーを設け、集まった芸人が1品ずつ自分のグッズを販売。売れたら即帰宅できる。このロケには淳も司会者として参加。また、スタジオ予想は無く、淳曰く「視聴者が解答者」として放送。最後まで残った芸人は自分のグッズを自腹で購入しなければならない。
- ギャグされるまで帰れません!バスツアー

レギュラー放送第43回で放送。淳と枡田は司会者としてロケに参加。かつてギャグをヒットさせて一世を風靡した芸人・タレントがバスに待機し、抽選によって決められた場所で枡田が一般人に「何か有名人のギャグをやってください」とインタビューを行う。バスに乗っている芸人・タレントのギャグが披露されたらその一般人のところへ向かい、一緒にギャグをやって帰宅となる。なお、コンビで出演している場合、どちらか個人としてのギャグが行われた場合はその人だけ帰宅となり、相方は帰宅が許されない。実際に髭男爵でひぐち君単独のギャグである「ひぐちカッター」をやった一般人がいたためひぐち君のみ帰宅、山田ルイ53世は居残りとなっている。
- モノマネされるまで帰れません!バスツアー

レギュラー放送第47回で放送。淳と枡田は司会者、解答者のよしお、春日俊彰（オードリー）、ガチ相撲出演のボビー・オロゴンは参加者としてロケに参加。バスツアーシリーズ第2弾。主にモノマネしやすいあるいはされやすい芸人・タレントがバスに待機し、抽選によって決められた場所で枡田が一般人に「何かモノマネをやってください」とインタビューを行う。バスに乗っている芸人・タレントのモノマネが披露されたらその一般人のところへ向かい、一緒にモノマネをやって帰宅となる。
有名人!キャッチコピー逆算クイズ
特番第2回、レギュラー放送第34回から放送。レギュラーデビュー当時や売り出される前の頃や、まだキャラクターが世間に浸透していなかった頃に付けられていたキャッチコピーを見て、そのコピーが付けられていた芸能人・有名人を当てる。各ジャンル10点-40点までの問題が用意され、正解チームが次の問題を選ぶことができる。全ての問題が終わる前に突然コーナーが終了するのが恒例。

#### その他の企画
逆引きランキングクイズ!
特番では第1回のみ放送されたがレギュラー放送第2回から放送。企業や雑誌などが有名人に関するイメージ調査を実施、これを元にしたクイズ。アンケートの5位から1位まで順番にランクインした有名人が明かされ、それらをヒントにアンケートのテーマ（○○そうな有名人）は何かを早押しで当てる。
有名人!この人誰だっけ!?クイズ
特番第1回より放送。過去に話題になった人物の写真リストを見て、1チーム1枚ずつ答えられそうな写真を選んでその人物を答える。誤答したチームから脱落するサバイバル方式で、最後まで残ったチームに得点。
このクイズではマット・ガファリを答えられない解答者が多く、特番時代では毎回出題され3度目でようやく有吉が正解（その際の賞品はガファリに会える権利をプレゼントされた）。その名残でレギュラー放送よりガファリが当番組のマスコットになった。なお、格闘技に詳しいケンドーコバヤシは普通に正解した（が、番組でのガファリのいじられ方を知りショックを受けていた）。
タレントグッズ1万円ドボンクイズ
特番第3回より放送、レギュラー放送第2回から放送。タレントグッズの中から1万円以下の商品を選ぶ。発売当時の定価を当てるものであり、プレミア等は考慮しない。
1チーム1品ずつ順番に選び、1万円以上の商品を引いてしまったチームは脱落。1品クリアごとに得点が入り、全滅するか1万円以下の品がなくなったら終了。フジテレビ系『はねるのトびら』の「ほぼ100円ショップ」がモチーフ。

### ガチ相撲企画
大相撲の八百長事件により本場所・テレビ中継が中止されたため、各界の腕自慢同士で相撲大会を開こうという企画。スペシャル枠として2011年5月1日に第1回が放送された。
プロレスラーや総合格闘家など普段接しない各界の選手が出場し、予想以上に白熱した試合が展開されたことから放送後に好評を得たため第2回（秋場所）が同年9月、第3回が2012年3月25日にレギュラー放送最終回スペシャルとして放映される。
ガチ相撲特別ルールとして顔面への張り手は禁止されている。
他のコーナー同様、あくまでもクイズ企画なので予選および本選の勝者を予想して当てるが、解答者は本気で楽しみたいためクイズ形式部分は不評を買っている。
USCは「ULTIMATE SUMO CHAMPIONSHIP」の略。米国の総合格闘技団体『UFC』のパロディであり、ロゴマークも初期のUFCのものを模していた。
レギュラー最終回となった第3回大会は、「色々と言われてきたタレント名鑑ですが、日本にとって有意義な番組を作ってきたという自負があります。できればこのガチ相撲だけでも皆さんの力で残していただけないでしょうか!」という淳の懇願で幕を閉じた。
2018年3月31日放送の『オールスター後夜祭2018春』にて復活した。
予選トーナメント
体力自慢・相撲に関連したタレント8人でトーナメントを行い、勝者が決勝トーナメントに進出。
決勝トーナメント
本職の格闘家をはじめスポーツ出身タレント、ボディビルダー、元力士などの7人と予選優勝者でトーナメントを開催。このトーナメントの存在は第1回ではドッキリとして伏せられており、第2回以降も当日まで参加者に対しては伏せられている。なお、ここでの参加者は何らかのスキャンダルを抱えている者が多い。
2011年に放送された春場所・秋場所の2大会はのちにDVD化して発売された（後述）。
USC 〜史上最大ガチ相撲トーナメント 2011 春〜
- 2011年5月1日放送。
- 司会:田村淳、実況:初田啓介、解説:花田虎上、行司:角田信朗、控え室インタビュー:枡田絵理奈
解答者:田村亮、FUJIWARA、おぎやはぎ、有吉弘行

決勝トーナメントがあることはドッキリとして予選優勝が決まるまで伏せられた。
曙太郎との対戦は、本選トーナメントを勝ち抜いた選手と優勝決定戦となる。
第2回決定により、後にタイトルへ「2011 春」と付け足された。
出場選手および試合結果
| 予選トーナメント                                                     |        |                                                                           |                                                    |        |                                                     |
| 東                                                                   |        | 西                                                                        | 東                                                 |        | 西                                                  |
| なかやまきんに君 32 - 177cm,71kg （帰ってきたマッスルエリート）      | 1回戦  | ボビー・オロゴン 38 - 182cm,93kg （史上最強のセミプロ）                   | 長友光弘（響） 31 - 163cm,130kg （サモアの怪人風） | 1回戦  | ジャイアント白田 32 - 195cm,95kg （大喰い人間山脈） |
| 竹原慎二 39 - 186cm,86kg （男一匹ガチ大将）                          | 1回戦  | レイザーラモンHG（レイザーラモン） 35 - 185cm,85kg （暴走ゲイ人レスラー） | あかつ 29 - 165cm,92kg （異色の一人相撲芸人）      | 1回戦  | 坂本一生 40 - 180cm,72kg （流浪の筋肉バカ）         |
| ボビー・オロゴン                                                     | 準決勝 | 長友光弘（響）                                                            | 竹原慎二                                           | 準決勝 | あかつ                                              |
| ボビー・オロゴン                                                     | 決勝戦 | 竹原慎二                                                                  |                                                    |        |                                                     |
| 本選トーナメント                                                     |        |                                                                           |                                                    |        |                                                     |
| 東                                                                   |        | 西                                                                        | 東                                                 |        | 西                                                  |
| HIRO（安田大サーカス） 34 - 178cm,160kg （角界の番人）               | 1回戦  | セミー・シュルト 37 - 212cm,136kg （K-1の巨神兵）                         | 山本義徳 41 - 171cm,105kg （キングオブビルター）   | 1回戦  | 橋本大地 18 - 180cm,80kg （破壊王II世）             |
| チャック・ウィルソン 64 - 176cm.105kg （芸能界最凶のスモウレスラー） | 1回戦  | 桜井"マッハ"速人 35 - 171cm,80kg （野生のカリスマ）                       | 中西学 44 - 186cm.130kg （野人）                   | 1回戦  | ボビー・オロゴン                                    |
| セミー・シュルト                                                     | 準決勝 | 橋本大地                                                                  | 桜井"マッハ"速人                                   | 準決勝 | 中西学                                              |
| セミー・シュルト                                                     | 決勝戦 | 中西学                                                                    |                                                    |        |                                                     |
| 優勝決定戦                                                           |        |                                                                           |                                                    |        |                                                     |
| 曙太郎 42 - 203cm,200kg （第64代横綱）                               | 決定戦 | 中西学                                                                    |                                                    |        |                                                     |

USC 〜史上最大ガチ相撲トーナメント 2011 秋〜
- 2011年9月25日放送。
- 司会:田村淳・実況:初田啓介・解説:花田虎上・行司:角田信朗・控え室インタビュー:枡田絵理奈
解答者:田村亮、水道橋博士、FUJIWARA、おぎやはぎ、有吉弘行

既に決勝トーナメントがあることは知らされているが、予選の出場選手には知らされていなかった。
予選トーナメントの1枠は後述の相撲バトルロワイアルで決められた。
本選出場予定だったヴァンダレイ・シウバは背中のケガにより辞退。ケガのことは当日までスタッフに知らされておらず急遽ブッキングを行い、OKの出た菊田早苗が代理として参戦した。
出場選手および試合結果
| 予選トーナメント                                           |        |                                                                 |                                                                    |        |                                             |
| 東                                                         |        | 西                                                              | 東                                                                 |        | 西                                          |
| ボビー・オロゴン 38 - 182cm,90kg （史上最強のセミプロ）    | 1回戦  | ダンテ・カーヴァー 34 - 184cm.82kg （予想外のマッスルエリート） | 春日俊彰（オードリー） 32- 176cm,83kg （となりの芸人格闘王）       | 1回戦  | アントキの猪木 38 - 182cm,92kg （燻る闘魂） |
| ガッツ石松 62 - 172cm,82kg （リアルドンキーコングシニア）  | 1回戦  | 草野仁 67 - 170cm.83kg （芸能界最強説）                         | 山田勝己 45 - 175cm,76kg （ミスターSASUKE）                        | 1回戦  | あかつ 30 - 165cm,91kg （三河幕府の首領）   |
| ボビー・オロゴン                                           | 準決勝 | アントキの猪木                                                  | 草野仁                                                             | 準決勝 | あかつ                                      |
| ボビー・オロゴン                                           | 決勝戦 | あかつ                                                          |                                                                    |        |                                             |
| 本選トーナメント                                           |        |                                                                 |                                                                    |        |                                             |
| 東                                                         |        | 西                                                              | 東                                                                 |        | 西                                          |
| 鈴川真一 28 - 186cm,113kg （贖罪のスモウレスラー"若麒麟"） | 1回戦  | ミノワマン 35 - 175cm,88kg （超人）                             | 柳龍拳 70 - 170cm,78kg （神秘の達人パワー）                        | 1回戦  | 菊田早苗 40 - 176cm,89kg （寝技世界一）     |
| HIRO（安田大サーカス） 34 - 177cm,158kg （角界の番人）     | 1回戦  | 田村潔司 41 - 180cm,85kg （赤いまわしの頑固者）                 | アリスター・オーフレイム 31 - 195cm,120kg （現・人類最強候補筆頭） | 1回戦  | ボビー・オロゴン                            |
| 鈴川真一                                                   | 準決勝 | 菊田早苗                                                        | 田村潔司                                                           | 準決勝 | アリスター・オーフレイム                    |
| 菊田早苗                                                   | 決勝戦 | アリスター・オーフレイム                                        |                                                                    |        |                                             |

※棄権・・・　ヴァンダレイ・シウバ  35 - 180cm,84kg（PRIDEの絶対王者）
USC 〜史上最大ガチ相撲トーナメント 2012 春〜
- 2012年3月25日放送。
- 司会:田村淳・実況:初田啓介・解説:貴闘力・行司:角田信朗・解答者:田村亮、水道橋博士、FUJIWARA、おぎやはぎ、有吉弘行・控え室インタビュー:枡田絵理奈

このコーナーを以って当番組レギュラー放送の最終回となる。
収録中に神取忍は足の指を骨折する事故に遭い、放送前にネットニュースや自身のブログなどで取り上げられた。
出場選手および試合結果
| 予選トーナメント                                                  |        |                                                               |                                                              |        |                                                      |
| 東                                                                |        | 西                                                            | 東                                                           |        | 西                                                   |
| ボビー・オロゴン 38 - 182cm,90kg (史上最強のセミプロ)             | 1回戦  | チャック・ウィルソン 65 - 176cm,108kg (昭和の"芸能界"大横綱)  | ギャオス内藤 43 - 188cm,104kg (彷徨するタフマン)             | 1回戦  | ビリー・ブランクス 56 - 183cm,90kg (燃焼系鬼軍曹)    |
| 八木真澄（サバンナ） 37 - 176cm,65kg (炎の美女アスリートハンター) | 1回戦  | 神取忍 47 - 170cm,74kg (ミスター女子プロレス)                 | HAJIME ロボット33号 - 210cm (スーパーストロングスモーマシン) | 1回戦  | あかつ 30 - 165cm,97kg (ミスターガチ相撲)            |
| ボビー・オロゴン                                                  | 準決勝 | ビリー・ブランクス                                            | 八木真澄                                                     | 準決勝 | あかつ                                               |
| ボビー・オロゴン                                                  | 決勝戦 | あかつ                                                        |                                                              |        |                                                      |
| 本選トーナメント                                                  |        |                                                               |                                                              |        |                                                      |
| 東                                                                |        | 西                                                            | 東                                                           |        | 西                                                   |
| ボブ・サップ 37 - 195cm,151kg (野獣)                              | 1回戦  | 安田忠夫 48 - 192cm,127kg (戦う人生劇場)                      | 所英男 34 - 170cm,70kg (逆境ファイター)                      | 1回戦  | HIRO（安田大サーカス） 34 - 177cm,138kg (角界の番人) |
| 鈴川真一 28 - 186cm,110kg (贖罪のスモウレスラー)                  | 1回戦  | エメリヤーエンコ・ヒョードル 35 - 181cm,110kg (60億分の1の男) | ビッグバン・ベイダー 56 - 190cm,170kg (皇帝戦士)             | 1回戦  | ボビー・オロゴン                                     |
| 安田忠夫                                                          | 準決勝 | 所英男                                                        | 鈴川真一                                                     | 準決勝 | ボビー・オロゴン                                     |
| 安田忠夫                                                          | 決勝戦 | 鈴川真一                                                      |                                                              |        |                                                      |

予選1回戦 ボビーVSチャック戦、予選決勝 ボビーVSあかつ戦、本戦準決勝 安田VS所戦では同体による取り直しがあった。なお、八木もあかつとの対戦で「同体」を主張するも写真判定で否定された。
予選1回戦 八木VS神取戦は神取が勝利したものの、前述の通り骨折のため棄権。そのため対戦した八木がリザーバーとして準決勝進出。
相撲バカ一代 〜村一番の力自慢を倒せ〜
レギュラー放送第32回から放送。
第1回のガチ相撲トーナメントにおいて予選準決勝で敗れたあかつが、力自慢を探して全国を回り相撲で対決する武者修行企画。行き先は行き先決めの定番のダーツで決定する。パネラーはVTRを観てどちらが勝つかを予想し、正解すればポイント獲得。
相撲バトルロワイアル
ガチ相撲トーナメント秋場所、予選ステージ最後の1枠を賭けて10名の芸人が相撲で対決する企画。ルールは以下の通り。
- ステージとなる静岡県熱海市・初島全体を土俵とし、バトルロワイアル形式で行われる。淳は行司として参加。
- 参加者10人が初島に散らばり、他の参加者と出会った時点で相撲を開始（逃げても構わない）。バトルロワイアルなので不意討ち、買収、同盟結成、裏切りなど全て自由。地面に足の裏以外が付いた時点で脱落となる、いわゆるモンゴル相撲に近いルール。また、海や落とし穴へ叩き落としても勝利となる。
- 本家バトルロワイアル同様、参加者には開始前にひょうたんに入ったなぜか不味い水とランダムにお助けアイテム（落とし穴の場所がわかる地図、変装セット、自転車など）が支給される。しかし、お助けアイテムとは名ばかりのものを受け取った参加者もいた[注 10]。
- 残り2名になった時点で全員立ち会いでの最終決戦を行い、最後の1人になった者が本戦へ出場できる。

この企画ではクイズは一切出題されず、スタジオでのトークもなく全編VTRで構成された。

### 単発企画
一度しか放送されていないクイズ。
穴埋め!お友達ショッキング!
特番第1回で放送。友人関係である3人の有名人が並べられ、2人目だけ空欄になっている。解答者は2人目に入る、1人目と3人目の共通の友人を答える。
有名人 年齢並べ替えクイズ
レギュラー放送第5回で放送。スタジオのボードに、9歳から90歳までの有名人を各年齢1人ずつリストアップ。1チームずつ順番に、前のチームが選んだ有名人よりも1 - 3歳年上の有名人を1人選んでいく（1人目は、淳が予め9歳の有名人を選択）。1 - 3歳年上を選んだ場合はポイント獲得、4歳以上年上または年下の有名人を選んだ場合は今までに獲得したポイントが半減する（端数切り捨て）。90歳の有名人が選ばれた時点で終了。
有名人「誰の家族?」クイズ
レギュラー放送第6回で放送。ある有名人の実家や家族、その家族へのインタビューなどで構成されたVTRを見て、その有名人は誰かを答える。解答は、分かったチームから答えをフリップに書いて見せる早書き方式。VTR終了までに正解すればポイント獲得。正解が早かったチームほどポイントは高くなる。
クイズ!誰の「I LOVE YOU」?
レギュラー放送第6回で放送。尾崎豊の楽曲『I LOVE YOU』のカバーソングを聴いて、誰がカバーしているのかを当てる。個人戦で分かった人から防音用のパイプで淳に答えを耳打ち。正解した人から抜けていき、1コーラス終了までにチーム全員が正解すればポイント獲得。早く抜けたチームほどポイントが高くなる。
芸能活動してる?してない?クイズ
レギュラー放送第5回より数回放送。提示されたタレントの中から現在も活動をしているタレントを当てる。個人の場合は引退、グループの場合はメンバー個々が現在も活動中であっても、解散していれば「活動してない」となる。例えばLe Coupleではメンバーの藤田恵美は2010年現在も活動中であるが、Le Couple自体は2005年に解散しているため不正解扱いとなる。それ以外のルールや、「活動している」タレント本人がスタジオに現れる点などは「モノマネ芸人いる?いない?クイズ」と同様。
クイズ!厄年No.1決定戦
レギュラー放送第8回で放送。厄年（41 - 43歳）にあたる男性芸能人7人が、200メートル走や鉄棒ぶら下がりなどのスポーツで対決。パネラーは競技ごとに誰が優勝するかを予想していく。コーナーの演出は、同局で放送されていた『スポーツマンNo.1決定戦』をオマージュしている。
芸能人1分間の嘘イイ話
レギュラー放送第12回で放送。日本テレビの『人生が変わる1分間の深イイ話』のパロディ企画。再現VTRで紹介される芸能人の素敵なエピソードが、実際にあった「ホント」の話か勝手に作られた「嘘イイ」話かを、本家同様レバーで判定する。淳と枡田の前にもレバーがあるが、司会進行のみで正解を知っているため判定には参加しない。解答者は"芸能事情のソムリエ"として個人戦で正解数を競う。なお、オープニングの歌を担当しているのは高杢禎彦（元チェッカーズ）。
芸能センター試験
レギュラー放送第15回で放送。解答者の芸能知識を試す企画で、用意された問題に解答する。解答方法（早押し、書き取りなど）は問題ジャンルによって異なる。問題正解後は手元にある「ちなみにボタン」を押して補足情報を出すと、淳の判断でポイントが貰える。補足情報の信憑性は淳と芸能リポーターの井上公造が判断する。
クイズ!タレントだらけの卒業アルバム
レギュラー放送第17回で放送。卒業アルバム風の集合写真の顔部分に様々な有名人の学生時代の写真を合成されており、順番にその写真から1人を選び誰かを答える。正解でポイント獲得。不正解のペナルティはなく全てを正解したら終了。
もう一度見たい!オファーアワード2011
レギュラー放送第21回で放送した総集編企画。これまでに「芸能人!このオファー引き受けた?引き受けなかった?クイズ」でオファー承諾した企画の中から、視聴者が選ぶベスト30を選出。定番化しているトモ子の餌やりオファーが上位を独占し、シャチへの餌やりオファーが1位となった。収録は楳図かずおの自宅（まことちゃんハウス）で行われ、楳図本人はスーツ姿にトレードマークである赤白のボーダー柄シャツとネクタイで登場した。楳図自身は「楳図かずおのスリラー」というオファーで2位に選ばれている。
芸能人 変装してる?してない?クイズ
レギュラー放送第22回で放送。ある場所に訪れる芸能人が変装しているか否かを当てる。全チーム5秒以内に2択で解答する。マスクかサングラスの何れかを着用していたら変装とされる。なお、マスクは変装目的ではなく花粉症対策や風邪予防などで着用していた場合も変装とみなされる。沖縄国際映画祭で那覇空港に到着した吉本芸人がターゲットとなった。これは「芸能人!してる?してない?クイズ」の派生企画でもある。
クイズ!100人がモノマネしました
レギュラー放送第26回で放送。一般人100人にお題となる芸能人のモノマネをしてもらい、そのときに言ったギャグやフレーズを予想し順番に解答。言った人数が少ないほど高いポイントを獲得でき、1人しか言わなかったフレーズだと最高100ポイントとなる。逆に誰も言わなかったフレーズを答えると「いらぬイメージを植え付けた」として総合ポイントを0にされる。全ての答えが出るか、司会者の判断で終了。コーナータイトルは同局のクイズ番組『クイズ100人に聞きました』のパロディ。
自分の持ち歌!歌詞を見ずに完璧に歌って100万円
レギュラー放送第27回（前編）・第28回（後編）で放送。テレビ朝日の『史上最強のメガヒット カラオケBEST100 完璧に歌って1000万円』をモチーフにした企画。何も知らずにスタジオに現れたチャレンジャーが、過去に番組の企画モノで出版した持ち歌を完璧に歌えるかを挑戦。解答者は歌えるか歌えないかを予想する。チャレンジャーは完璧に歌えれば100万円獲得。
第27回ではレギュラー解答者の亮はチャレンジャーとしてのみ参加。
そっくりさん10人11脚
レギュラー放送第32回で放送。テレビ朝日・朝日新聞グループによるスポーツ企画『小学生（クラス対抗）30人31脚』のパロディとされる。ある人物のモノマネ芸人10人と、別のある人物のモノマネ芸人10人が10人11脚で競争する。解答者はどちらのチームが勝つかを予想。
田舎でモノマネ芸人バレる?バレない?クイズ
レギュラー放送第34回で放送。モノマネ芸人が地方へ赴き、出会った町の人に本人を装って10人中何人にバレなかったかを当てる近似値クイズ。ロケ終了後はスタッフが本人ではなくモノマネ芸人であることを説明している。淳曰く法には触れないらしいクイズ
タレントグッズ ホンモノ?ニセモノ?クイズ
レギュラー放送第42回で放送。様々な有名人のタレントグッズの中にスタッフが作った精巧な偽物グッズが混ざっており、各チーム順番で実在するタレントグッズを予想する。実際にあるタレントグッズを選べばポイント獲得できるが、偽物を選んだ場合は総合ポイントを0にされる。
同窓生クイズ
レギュラー放送第48回で放送。24人の芸能人が出身高校別に3人×8チームに分かれ高校生の勉強レベルのクイズで対決する。企画タイトルと「高校別に3人1組でクイズをする」というシステムは、日本テレビの『全国高等学校クイズ選手権』（高校生クイズ）のパロディともとれる。出演者はFUJIWARAややくみつる等に加え、覆面レスラーや無名の芸人、さらには素人(木下隆行（TKO）の実兄)などかなりマニアックな人選も見られた。また、通常のスタジオ収録では珍しく、亮の出演と「芸能オチネタ」のコーナーが無かった。
参加者全員がその高校の制服を着用しているが、制服は2012年当時の制服が用意された。また、慶應高校代表として出演したミッツ・マングローブは女装家でもあるためセーラー服が用意されたが、慶應高校はそもそも男子校であるため女子用の制服そのものがない（女子が通学できる他の慶應付属校・系列校でもセーラー服の学校はない）。
「まともなクイズがほとんど出題されない」ことがお約束だった放送末期の内容とはうって変わり、この回はふざけた要素なしのごくオーソドックスなクイズで構成された。当時は既に打ち切りが発表されていたこともあり放送時から賛否両論や「なぜこの企画を行ったのか」という議論がネット上で少なからず見られ、これに関してMCの淳はTwitterで「ある種のアンチテーゼを感じないですか?」と発言した。また、プロデューサーの藤井は後日インタビューで「普通の番組がアレをやっていれば普通に見るだけなのに、ウチの番組がやったら『なにかあるんじゃないか?』って思われる。すごく今までのフリが効いてていいなとは思いましたね」と語っている。構成作家の矢野了平はイベントで、意外な芸能人同士が同じ高校の出身であることを見せるのだけが目的の企画だったと説明した。
禁断の芸能人ガチランキング
2012年2月27日の2時間スペシャルにて放送。昨今、芸能人の人気を示すランキングは数多くあるがその多くは事務所の力関係や業界内の気遣いなどが多かれ少なかれ絡んだものであるとして、番組が10代-60代、計5000人のアンケート調査によって独自の「ガチランキング」を作成し、解答者はその1-3位を予想する。
クイズとして出題されたガチランキングは「"本当に"抱かれたい男性芸能人」「"本当に"好きな女子アナ」「"本当に"付き合いたい女性芸能人」「"本当に"面白い芸人」「"本当に"好きな司会者」「"本当に"好きな芸能人」の6つで、またクイズ対象外のオマケとして「抱かれたくない男性芸能人」「面白くない芸人」のガチランキングや、各ガチランキングにおける出演者の順位などが発表された。
この回の優勝チームには賞品として「ランキング作成に使われた全アンケート資料」が贈られた。この資料はかなり本格的なもので淳曰く「リサーチ会社に持っていけば金取れる代物」という。
なお、統計学においては日本国民の統計を取るには3000人のサンプリングで十分とされている。
この企画の最後に、第3回ガチ相撲の開催が「最終回でやってほしい企画のガチランキング」で圧倒的な1位を獲得したという体で告知された。ただしその実態は子供とお年寄りやヤンキーにシスター、さらには出場者やインコにも答えさせるという極めて不自然なもので出演者からは「ヤオランキング」「ガチランキングの信憑性が疑われる」とイジられた（ガチ相撲の開催自体は歓迎された）。だが同アンケートの一部には、晩ごはんチャンスなど単発企画に投票する人物もいた。

### チャンスクイズ
優勝チームのみが挑戦する賞品獲得をかけたクイズ（ない場合は無条件で賞品獲得）。
情報原人チャンス
「一切の情報を遮断されると人間はどうなるか」という実験企画。エッグ矢沢を都内某所のマンションの一室へ隔離し、「情報原人」としてテレビ・ラジオ・インターネット・時間など一切の情報を遮断して生活してもらう。情報を隔離される以外は普通の生活を送れる。情報原人に最新芸能クイズを出題し、情報原人が正解できれば優勝チームに賞金100万円が贈られる。難易度が高いということから、第3回から優勝チームが2つの問題から情報原人が答えられそうな問題を1つ選んで出題する方式に変わった。更に第6回放送で一問一答式から6択問題に変わり、その上に優勝チームが矢沢の選びそうな不正解の選択肢を1つ外せる実質5択のルールになった。なお、最終回は逆に矢沢が情報原人生活を送っていた3カ月に起きた芸能ニュース9本に優勝チームが選んだ嘘のニュース1本を混ぜた10択の中から、矢沢が嘘の選択肢を当てられれば賞金獲得というルールだった。
「一切の情報を与えない」というのはこのクイズでも同じで、不正解になっても情報原人には正解が教えられることはない。
クイズ終了後は矢沢に欲しいものを聞き番組から差し入れされるが、矢沢が時間経過や情報の分かるものを要求することが多々あり本人の希望通りのものが差し入れられなかったり、要求が多くて差し入れ自体がないこともある。
2010年9月26日の2時間SPを以って矢沢の原人生活終了と新たな原人募集を発表。なお、淳は終了理由について「あまり評判が良くなかったから」と発言している。そのためかコーナー終了後に矢沢の名前が出た際には黒歴史扱いになっていた。
2011年7月31日の「ギリギリ有名人が逃走中」では、矢沢が約1年ぶりに番組へ登場した。
晩ご飯チャンス
レギュラー放送第10回と第11回で出題。ある芸能人にニセ番組の取材で1週間の晩ご飯を調査。その有名人本人が何日前までの晩ご飯のメニューを覚えているかを優勝チームが予想し正解すれば豪華賞品獲得。最終回に見たい企画アンケートでは2位にランクインした。
お正月チャンス
レギュラー放送第12回と第13回で出題。通常は12月上旬から始まる正月番組の収録を11月上旬に行い、着物を着た淳と枡田が芸能人の楽屋を訪れて正月に関するクイズや書き初めを行う。その芸能人がこの正月ロケを受け入れるか受け入れないかを予想し、正解すれば豪華賞品獲得。
トランプマンに挑戦
レギュラー放送第18回で出題。フジテレビでかつて放送されていた『なるほど!ザ・ワールド』で優勝者に対して行われていた企画で、トランプマン本人が出演するためパロディというよりはそのままコーナーを流用した形である。ルールも『なるほど!ザ・ワールド』同様で、3枚のトランプの中からトランプマンが描かれた1枚を当てれば豪華商品獲得。
トランプマンチャンス
レギュラー放送第22回では本物と偽物が扮した計5人のトランプマンの中から本物を当てれば豪華賞品獲得というルールだったが、本物と共に登場した偽者の4人があまりにも似ておらずルールを説明する前に正解されてしまった。この偽者は「ギリギリ有名人が逃走中」のエキストラとしても登場している。
レギュラー放送第26回では普段喋らないイメージのあるトランプマンが、足ツボ刺激を30秒間受けて声が出るか出ないかを予想し正解すれば豪華商品獲得。
ミネラル麦茶チャンス
レギュラー放送第42回で出題。トモ子がCMキャラクターを務める「フジミネラル麦茶（石垣食品）」の歴代CM4本の中にある番組で新たに製作したニセモノのCMを当てる。正解すればミネラル麦茶1年分獲得。ニセCMと特定されないよう、画面サイズは16:9ではなく4:3で製作された。
福男チャンス
毎年1月10日に西宮神社で行われる「福男選び」に番組が誇るアスリートのベン・ジョンソン、ダンテ・カーヴァー、山田勝己を送り込み、先着3人に与えられる福男に選ばれるか選ばれないかを予想する。だが番組収録は2011年末で当然結果は解らないため、正解発表は出演者への賞品の発送を以て発表に代える形となった。結果は選ばれず、賞品として西宮神社のお守りが正解チームへ贈られた。

### エンディングコーナー
1分でわかる芸能オチネタ
レギュラー放送第1回より放送。収録後のスタジオで、淳と愛実が他のワイドショーで取り上げられなかった芸能ネタ（多くは各芸能人の公式ブログがネタ元）を1分間で3項目伝えるエンディングコーナー。

## DVD
- 『史上最大ガチ相撲トーナメント 2011 春場所×秋場所』（2012年4月25日発売）
「USC 〜史上最大ガチ相撲トーナメント 2011 春〜」と「USC 〜史上最大ガチ相撲トーナメント 2011 秋〜」、派生企画「相撲バトルロワイアル」とあかつの「相撲バカ一代」全4回分を収録した2枚組。

## ネット局
| 放送対象地域   | 放送局                   | 系列    | 放送日時                 |
| -------------- | ------------------------ | ------- | ------------------------ |
| 関東広域圏     | TBSテレビ (TBS)          | TBS系列 | 日曜 19時57分 - 20時54分 |
| 北海道         | 北海道放送 (HBC)         | TBS系列 | 日曜 19時57分 - 20時54分 |
| 青森県         | 青森テレビ (ATV)         | TBS系列 | 日曜 19時57分 - 20時54分 |
| 岩手県         | IBC岩手放送 (IBC)        | TBS系列 | 日曜 19時57分 - 20時54分 |
| 宮城県         | 東北放送 (TBC)           | TBS系列 | 日曜 19時57分 - 20時54分 |
| 山形県         | テレビユー山形 (TUY)     | TBS系列 | 日曜 19時57分 - 20時54分 |
| 福島県         | テレビユー福島 (TUF)     | TBS系列 | 日曜 19時57分 - 20時54分 |
| 山梨県         | テレビ山梨 (UTY)         | TBS系列 | 日曜 19時57分 - 20時54分 |
| 新潟県         | 新潟放送 (BSN)           | TBS系列 | 日曜 19時57分 - 20時54分 |
| 長野県         | 信越放送 (SBC)           | TBS系列 | 日曜 19時57分 - 20時54分 |
| 静岡県         | 静岡放送 (SBS)           | TBS系列 | 日曜 19時57分 - 20時54分 |
| 富山県         | チューリップテレビ (TUT) | TBS系列 | 日曜 19時57分 - 20時54分 |
| 石川県         | 北陸放送 (MRO)           | TBS系列 | 日曜 19時57分 - 20時54分 |
| 中京広域圏     | 中部日本放送 (CBC)       | TBS系列 | 日曜 19時57分 - 20時54分 |
| 近畿広域圏     | 毎日放送 (MBS)           | TBS系列 | 日曜 19時57分 - 20時54分 |
| 鳥取県・島根県 | 山陰放送 (BSS)           | TBS系列 | 日曜 19時57分 - 20時54分 |
| 岡山県・香川県 | 山陽放送 (RSK)           | TBS系列 | 日曜 19時57分 - 20時54分 |
| 広島県         | 中国放送 (RCC)           | TBS系列 | 日曜 19時57分 - 20時54分 |
| 山口県         | テレビ山口 (tys)         | TBS系列 | 日曜 19時57分 - 20時54分 |
| 愛媛県         | あいテレビ (ITV)         | TBS系列 | 日曜 19時57分 - 20時54分 |
| 高知県         | テレビ高知 (KUTV)        | TBS系列 | 日曜 19時57分 - 20時54分 |
| 福岡県         | RKB毎日放送(RKB)         | TBS系列 | 日曜 19時57分 - 20時54分 |
| 長崎県         | 長崎放送 (NBC)           | TBS系列 | 日曜 19時57分 - 20時54分 |
| 熊本県         | 熊本放送 (RKK)           | TBS系列 | 日曜 19時57分 - 20時54分 |
| 大分県         | 大分放送 (OBS)           | TBS系列 | 日曜 19時57分 - 20時54分 |
| 宮崎県         | 宮崎放送 (MRT)           | TBS系列 | 日曜 19時57分 - 20時54分 |
| 鹿児島県       | 南日本放送 (MBC)         | TBS系列 | 日曜 19時57分 - 20時54分 |
| 沖縄県         | 琉球放送 (RBC)           | TBS系列 | 日曜 19時57分 - 20時54分 |

## スタッフ
レギュラー版
- ナレーション：銀河万丈
- 構成：興津豪乃、大井洋一、矢野了平、田中淳也、村上洋賢、梶谷直人／渡辺真也
- TM：金澤健一
- TD：坂口司
- カメラ：中島文章
- VE：青木孝憲
- 音声：渡邉学
- 照明：渋谷康治
- ロケ技術：スウィッシュ・ジャパン
- 美術プロデューサー：山口智広
- 美術デザイン：齊藤傑
- 美術制作：五十川弘一
- 装置：森田正樹
- 操作：今野貴司
- 装飾：森田琴衣
- メカシステム：庄子泰広
- 電飾：梅本孝
- 持道具：岩本美徳
- 衣裳：君和田悦子
- ヘアメイク：市川温子、佐野優美子
- スタイリスト：渡辺浩司
- 編集：遠藤毅、関美幸
- MA：市川徹
- 音響効果：石川良則、沢井隆志
- タイトルデザイン：草野剛
- OPアニメ：シャシャミン&ケイト・アロー（ODDJOB）
- CG：Rimo from mocrock&Dr.Ueno（ODDJOB、タイムライン）
- TK：伊藤佳加
- デスク：椿美貴子
- 編成：藤原麻知
- 宣伝：小山陽介
- AP：竹井晶子／鈴木愛子
- キャスティングP：新貝元章
- ディレクター：有田武史、柳信也、水口健司、前島隆昭、佐々木卓也、高田脩、林博史／岡宗秀吾
- プロデューサー：西川永哲
- 演出・プロデューサー：藤井健太郎
- CP：合田隆信
- 制作：TBSテレビ

### 歴代のスタッフ
- 脚本協力：楠野一郎（GO!ピロミ殺人事件）
- VE：宇都宮勝
- 音声：藤井勝彦
- 美術制作：小杉理紗
- 装飾：深山健太郎
- 電飾：安島美次
- 持道具：貞中照美
- MA：宮嶌宏道、新田領
- 編成：平田さおり（パイロット版）
- 宣伝：嵯峨一孝
- ディレクター：田中良憲（パイロット版）

## 歴代エンディングテーマ
| 曲名           | 歌手   | 使用期間                       |
| -------------- | ------ | ------------------------------ |
| WILL           | jealkb | 2010年8月1日 - 9月26日         |
| 傷心マキアート | jealkb | 2010年10月24日 - 12月12日      |
| 殺気繚乱       | jealkb | 2011年1月16日 - 8月14日        |
| 虚無感狂想曲   | jealkb | 2011年10月23日 - 2012年2月26日 |

## チーム有吉〜◯◯したら即引退スペシャル～
2015年1月10日0:20～1:20（9日深夜）に放送された特別番組。パネラーを有吉弘行、おぎやはぎの「チーム有吉」に絞ったスピンオフ（進行は枡田絵理奈）で、『テベ・コンヒーロ』で放送された「コウメ太夫で笑ったら即芸人引退SP」を下敷きにした企画となっていた。セットは『タレント名鑑』時代のアレンジ。
『モノマネ』で笑ったら即引退
ハリウッドザコシショウによるモノマネを笑わないよう耐える。翌2016年にR-1グランプリを奪取する「誇張しすぎたモノマネ」のフォーマットが完成しつつあった。
『ウソ発見器』で笑ったら即引退
山田勝己、松島トモ子がウソ発見器をつけられ質問に答える映像をモニターする。「（SASUKEの）そりたつ壁が苦手である」という質問は松島の方に出された。
『クロちゃん』 で笑ったら即引退
目隠しとヘッドホンを装着した状態でスタッフからの説明もなしに自宅からスタジオまで連れてこられたクロちゃんにパネラーが声をかけ、反応を見る。後に「クロちゃんに何も説明せず自宅から目隠し+ヘッドホンでロケ地まで連行する」スタイルは同じく藤井健太郎が手がけている水曜日のダウンタウンでも踏襲されている。
『角野卓造じゃねーよ!』で笑ったら即引退
近藤春菜の持ちネタを、バイきんぐ小峠英二が実演。ネタ振りをフットボールアワー後藤輝基が担当。
『アニマル浜口に腕力と大声』以外で負けたら即引退
『柳龍拳』に相撲で負けたら即引退
収録直前に柳が体調不良になってしまったため、お蔵入りに。